# Ernsthof (Rossatz-Arnsdorf)

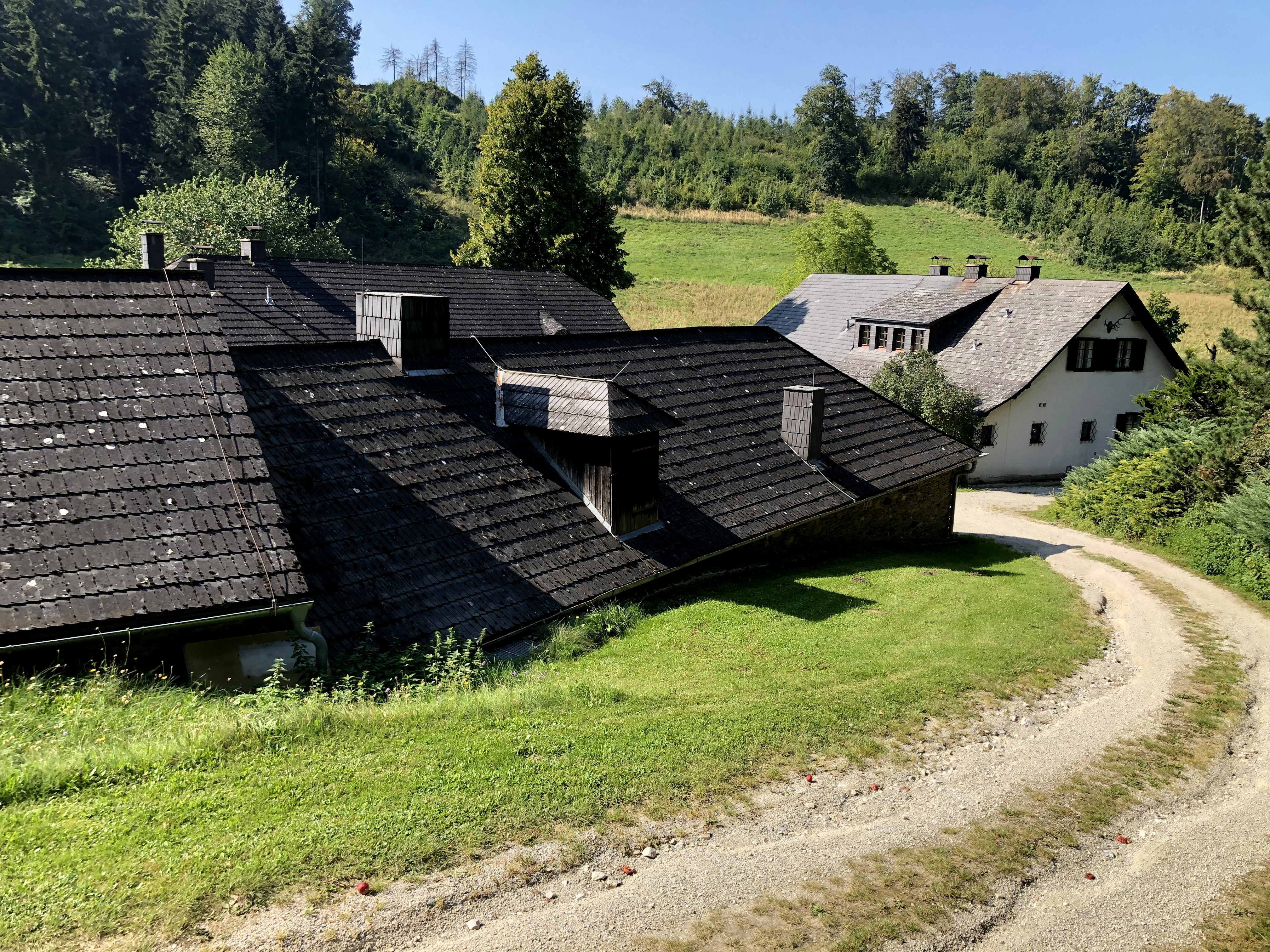
Ernsthof

Der Ernsthof ist ein Gutshof in der Gemeinde Rossatz-Arnsdorf in Niederösterreich.
Der Ernsthof befindet sich knapp zwei Kilometer südöstlich von Oberarnsdorf im Dunkelsteinerwald. Die Forstverwaltung Ernsthof ist Partner in einem wissenschaftlichen Projekt zur Verbesserung der produktionsökologischen Kenntnisse über den Mittel- und Niederwald und stellt hierfür Versuchsflächen zur Verfügung.

## Geschichte
Zwischen Juni und September 1944 setzte die Forstverwaltung fünf Frauen und einen Mann, alle ungarische Juden, zur Zwangsarbeit im Rahmen des forstwirtschaftlichen Betriebes ein.